# حمض بيروكسي أحادي الكبريتيك
حمض بيروكسي أحادي الكبريتيك هو حمض أكسجيني لعنصر الكبريت صيغته H2SO5، ويوجد في الشروط القياسية على شكل صلب بلوري أبيض اللون. تسمى أملاح هذا الحمض بيروكسي أحادي كبريتات.
اكتشف هذا الحمض أول مرة سنة 1898 من العالم هاينريش كارو، وتنسب إليه أحياناً تسمية الحمض فيسمى حمض كارو. يسمى هذا الحمض أيضاً حمض بير الكبريتيك (حمض فوق البيركبرتيك) أو حمض بيروكسي الكبريتيك.

## التحضير
يحضر هذا الحمض من تفاعل حمض الكلوروكبريتيك (ClSO3H) مع بيروكسيد الهيدروجين:
{\displaystyle \mathrm {H_{2}O_{2}\ +\ ClSO_{3}H\longrightarrow \ H_{2}SO_{5}\ +\ HCl} }
تؤدي التفاعل مع كمية إضافية من حمض الكلوروكبريتيك إلى الحصول على حمض بيروكسي ثنائي الكبريتيك.
كما يمكن الحصول على حمض بيروكسي أحادي الكبريتيك في المحلول من إضافة بيروكسيد الهيدروجين إلى حمض الكبريتيك:
{\displaystyle \mathrm {H_{2}SO_{4}\ +\ H_{2}O_{2}\longrightarrow \ H_{2}SO_{5}\ +\ H_{2}O} }

## الخواص
يوجد حمض بيروكسي أحادي الكبريتيك في الشروط القياسية بالحالة النقية على شكل صلب بلوري أبيض، سهل الانصهار، وله رائحة تشبه الأوزون؛ وهو سهل الاسترطاب، ويعد من المؤكسدات القوية. يمكن أن يذوب في الإيثانول بشكل جيد، ولكن بشكل أقل في ثنائي إيثيل الإيثر.
في المحلول يميل إلى فقدان الأكسجين الفعال بالتحول إلى حمض الكبريتيك:
{\displaystyle \mathrm {H_{2}SO_{5}\ +\ H_{2}O\ \rightleftharpoons \ H_{2}SO_{4}\ +\ H_{2}O_{2}} }
تعد أملاح هذا الحمض أكثر استقراراً منه، ومن الأمثلة عليها مركب بيروكسي أحادي كبريتات البوتاسيوم.

## المخاطر
يعد حمض بيروكسي أحادي الكبريتيك من املواد الخطرة في الحالة النقية، فهو من المواد المتفجرة.